# Narben eines Putsches
Narben eines Putsches (englisch: Scars of a Putsch) ist ein österreichisch-belgischer Dokumentarfilm von Nathalie Borgers aus dem Jahr 2025.

## Inhalt
Am 12. September 1980 putschte das Militär in der Türkei, was bei der Jugend physische und psychische Narben hinterließ. Dadurch starb der Traum einer türkischen Demokratie und das autoritäre Regime des politischen Islams begann. Regisseurin Borgers untersucht die Vergangenheit ihres Ehemannes Abidin, der in den 1970er Jahren Revolutionär war und nach dem Putsch nach Wien emigrierte.

## Produktion
Der Film wurde von Februar bis Oktober 2023 gedreht und die Produktion Ende 2024 abgeschlossen. Beteiligt waren die Produktionsunternehmen Mischief Films und Verein zur Förderung des Dokumentarfilms und die Fernsehsender ORF und RTBF. Das Österreichische Filminstitut unterstützte den Film mit 160.000 Euro und der ORF mit 130.000 Euro.
Die Regisseurin Nathalie Borgers wuchs in Belgien auf und lebt in Wien. Ihr letzter Dokumentarfilm The Remains befasste sich mit der Flucht über das Mittelmeer. In einem Interview sagte sie, dass sich einige Zeugen in der Türkei nicht äußern wollten und einige Drehorte zu gefährlich gewesen seien, weshalb sie den Kreis der Interviewten erweitert habe.
Der Film feierte am 19. Februar auf der Berlinale 2025 in der Sektion Forum Special Premiere.